# Аарон Шварц
Аарон Шварц, також Аарон Сворц (англ. Aaron Swartz, вимова — Ерон Суорц, 8 листопада 1986, Чикаго, США — 11 січня 2013, Нью-Йорк, США) — американський програміст, публіцист, інтернет-активіст, співзасновник проєкту Reddit.
Виступав за безкоштовний доступ до контенту в Інтернеті та за скасування цензури.

## Біографія

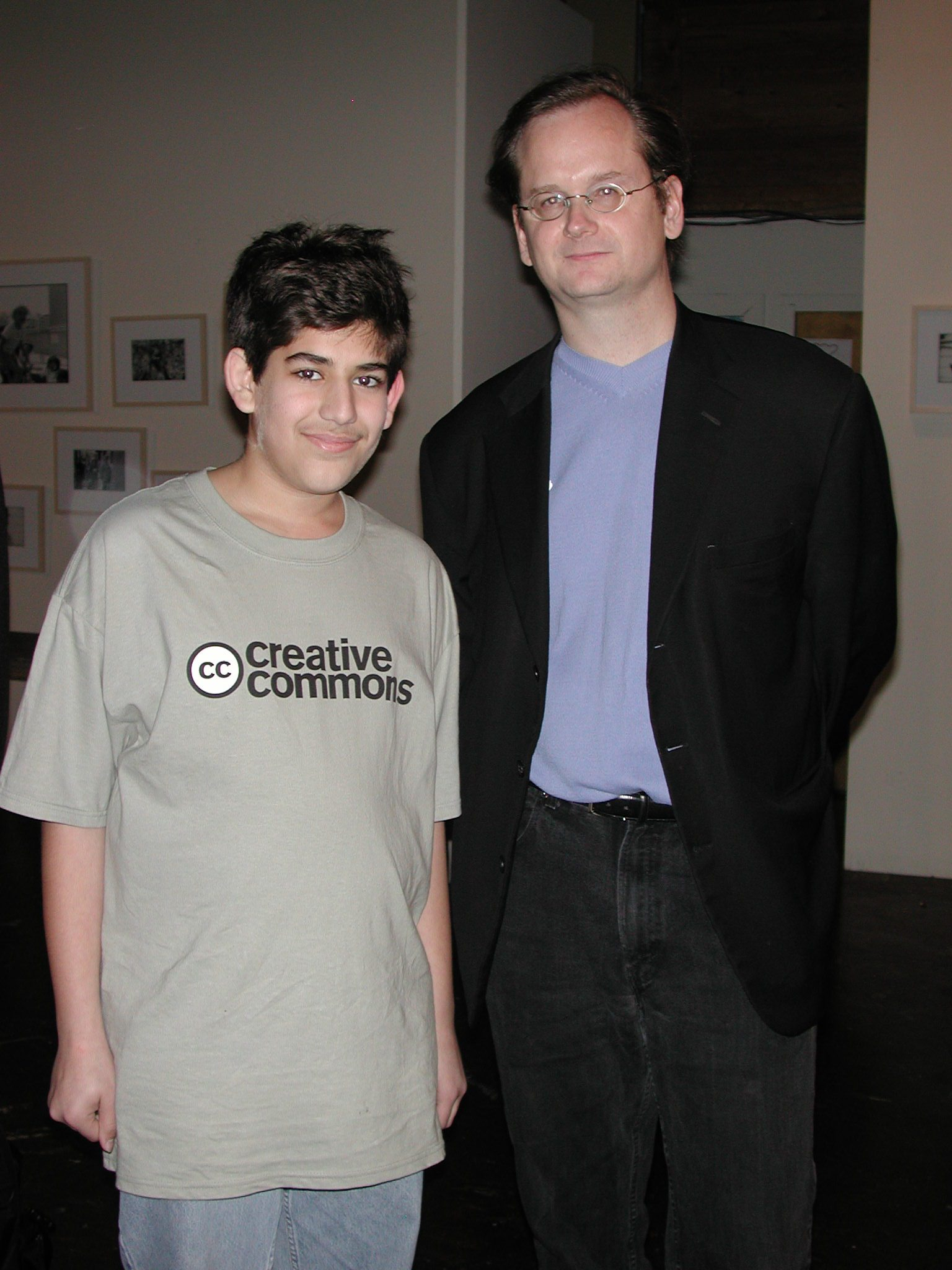
15-річний Шварц разом з Лоуренсом Лессігом (2002 рік)

У віці 14 років Шварц брав участь у створенні специфікації RSS (Rich Site Summary), яка призначена для опису стрічок новин. Відтоді він став членом робочої групи RDF.
Шварц рано вступив до Стенфордського університету, проте через рік залишив навчання, не відчувши в навчальному закладі інтелектуальної атмосфери. Пізніше він закінчив Гарвардський університет.
На початку 2006 року він увійшов до проєкту Reddit (сайт, що дозволяє публікувати та коментувати посилання на матеріали в Інтернеті), однак після придбання сервісу видавництвом Conde Nast менш ніж через рік залишив команду розробників. Він також співпрацював із некомерційною організацією Creative Commons і створив Open Library — безкоштовну Інтернет-бібліотеку.
Аарон Шварц був одним з редакторів Вікіпедії і 2006 року балотувався до Ради директорів Фонду Вікімедіа, але його не було обрано. Шварц був активним блогером і написав кілька статей, що широко обговорювалися. Дві найбільш відомі — це «Who Writes Wikipedia», і «HOWTO: Be More Productive».
У 2008 Шварц заснував проєкт watchdog.net, метою якого був збір та візуалізація даних щодо політиків. 
У цьому ж році він публікує широко відомий «Партизанський маніфест відкритого доступу».
Шварц також був співзасновником організації Demand Progress («Вимагаємо прогресу»), яка активно виступала проти запровадження цензури в Інтернеті, зокрема проти законопроєктів Stop Online Piracy Act (SOPA) й PROTECT IP Act (PIPA).

## Конфлікти з правоохоронними органами
Шварц виступав за вільне поширення інформації, і на цьому підґрунті мав ускладнення з правоохоронними органами. 2008 року він проходив у справі про вивантаження майже 20 мільйонів документів із серверів федеральної судової системи. Формально ці документи перебували в публічному доступі і не були захищені авторськими правами, хоча за отримання кожної друкованої сторінки застаріла урядова система доступу «PACER» (англ. Public Access to Court Electronic Records) вимагала 8 центів. Розслідування справи було доручено ФБР, але ніяких звинувачень тоді висунуто не було. Втім, ФБР встановило за ним стеження.

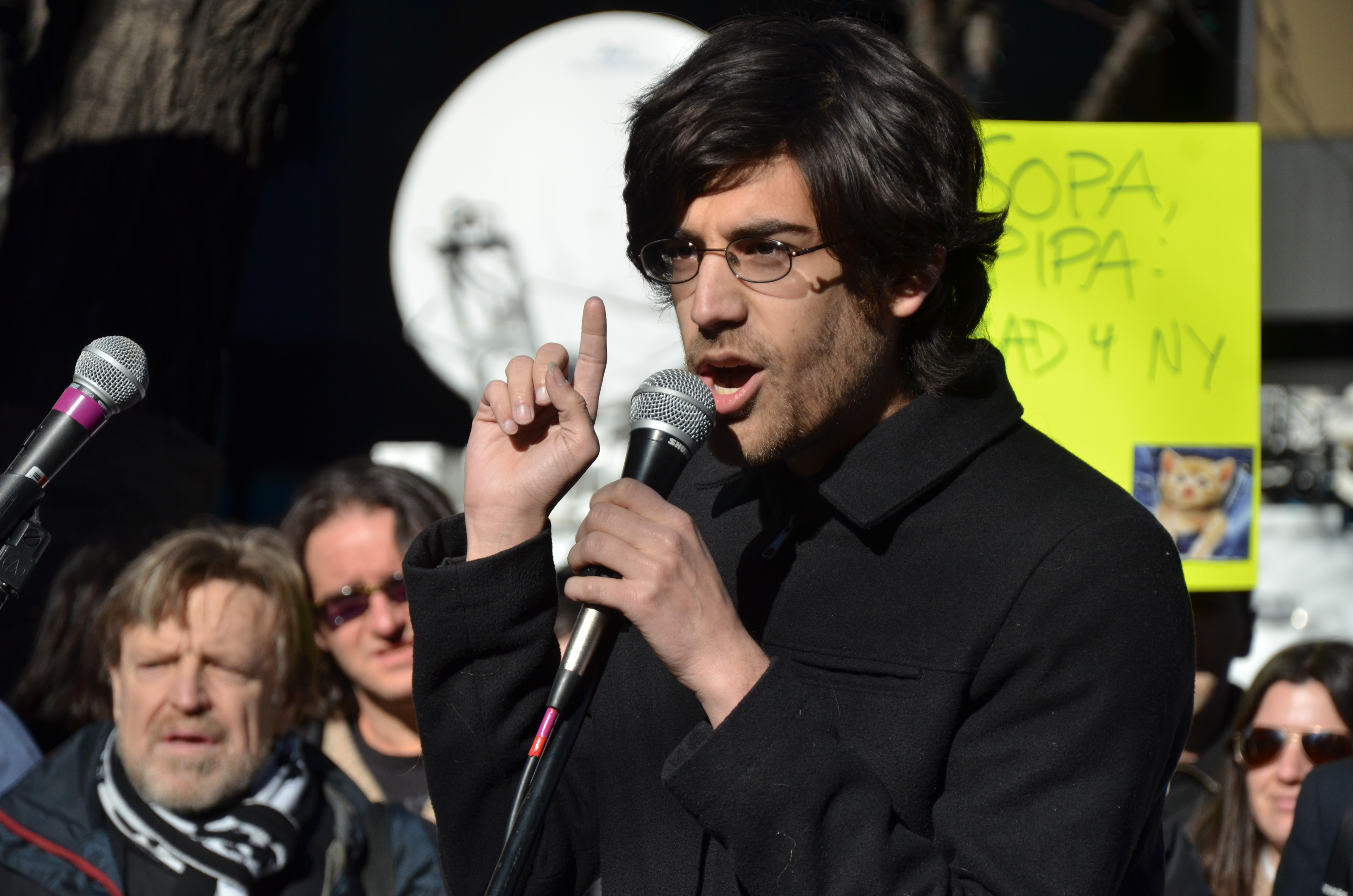
Шварц під час протестів проти закону SOPA 2012 року

У вересні 2010 року, навчаючись у Гарвардському університеті, Шварц підключився до комп'ютерної мережі в кампусі Массачусетського технологічного інституту (МТІ), зайшов звідти до бази даних наукових публікацій JSTOR (до якої МТІ мав необмежений доступ), написав невеликого скрипту на python, який спочатку завантажував документ із JSTOR, а потім зберігав його в призначеному місці, і залишив комп'ютер із працюючим скриптом у незамкненій комірчині вентиляції. Таким чином до січня 2011 року із бази JSTOR було вивантажено 4,8 мільйона статей, значна частина яких (близько 1,7 млн.) була доступна лише за платною підпискою. Інтенсивність вивантаження була такою високою, що одного дня в жовтні кілька серверів JSTOR вийшли з ладу. 2011 року Шварца заарештували й звинуватили у зламі комп'ютерної мережі МТІ та викраденні наукових статей із бази JSTOR, які він начебто мав намір розповсюджувати як безкоштовно, так і за гроші. JSTOR відмовилася позиватися проти Шварца, пояснивши, що не вважає такі дії хакерською атакою, однак федеральний прокурор Массачусетса Кармен Ортіс висунула звинувачення, яке передбачало до 35 років ув'язнення та штраф до 1 мільйона доларів. Шварц не визнав свою провину. До суду його було звільнено під заставу в 100 тис. дол. Надалі представник державного обвинувачення збільшив перелік порушень із чотирьох інцидентів до тринадцяти, і, відповідно, термін ув'язнення — до 50 років та штраф — до 4 млн доларів. Вирок у цій справі федеральний суд мав винести у лютому 2013 року.
Але 11 січня Аарона Шварца було знайдено мертвим у його квартирі в Брукліні. Медичний експерт визначив, що він вчинив самогубство через повішення. Передсмертної записки знайдено не було.
Смерть Шварца викликала значний резонанс в Інтернет-спільноті та у ЗМІ. Батьки та близькі Аарона звинуватили в його смерті «злочинну судову систему США».

## Медіа
Аарона Шварца було присвячено кілька мистецьких творів. У 2013, Кеннет Голдсміт присвятив йому свою інсталяцію «Друкуючи Інтернет» (англ. Printing Out the Internet). Доля Шварца також змальовується консервативним американським режисером Дінешем Д'Суза у документальному фільмі 2014 року Америка: Уявіть собі світ без неї, у якому Д'Суза порівнює переслідування Шварца з переслідуванням себе за звинуваченням у порушенні правил фінансування виборчої капмпанії, і стверджує, що обидві справи (його та Шварца) є прикладом вибіркового, надмірного переслідування.
Аарону Шварцу також присвячено кілька біографічних фільмів.

#### Дитя Інтернету: Історія Аарона Шварца
11 січня 2014 року, в першу річницю смерті Шварца, було оприлюднено для попереднього перегляду документальний фільм «Дитя Інтернету: Історія Аарона Шварца» (англ. The Internet's Own Boy: The Story of Aaron Swartz) про нього та його діяльність, зокрема пов'язану з the NSA та SOPA. Офіційний показ фільму відбівся на січневому кінофестивалі «Санденс». У випуску новин Democracy Now! під час розлогого інтерв'ю з режисером Браяном Кнапперберґером, батьком, братом, та адвокатом Аарона об його було представлено як документальний — про життя Шварца та хід справи проти нього. Фільм випущено під ліцензією Creative Commons; в червні 2014 фільм дебютував в кінотеатрах та став доступний для замовлення.
Сайт новин Mashable назвав фільм «величезною даниною Аарону Шварцу». Під час дебюту на кінофестивалі «Санденс» глядачі аплодували стоячи. Mashable зазначає, «З допомогою фахівців, Інтернет-хлопчик недовозначно показав, що Шварц несправедливо став жертвою тих прав і свобод, за які він боровся», а журнал «The Hollywood Reporter» описав його як «історію техновундеркінда, який переслідується урядом Сполучених Штатів», яка «розбиває серце», та яку обов'язково повинні побачити всі, хто «знає достатньо, щоб переживати, як закони регулюють передачу інформації в цифрову епоху».

#### Killswitch
У жовтні 2014 року фільм «Killswitch», присвячений ролі Шварца у відстоюванні свобод Інтернету, показали на кінофестивалі в Вудстоку, де він здобув нагороду за найкращий монтаж. Крім самого Шварца, у фільмі знялись Лоуренс Лессіг, Тім Ву та Едвард Сноуден.

#### Інші фільми
Патріот Інтернету, незалежний біографічний фільм про Аарона Шварца, сценаристом та режисером якого виступив Даріуш Берк (англ. Darius Burke), вийшов 15 вересня 2015 року, а також обмеженим тиражом на замовлення у грудні 2017 року на Reelhouse, а також у січні 2018 на Pivotshare.
Інша біографічна стрічка про Аарона, Think Aaron, знаходиться в розробці студії HBO.

## Публікації
- Swartz, Aaron. «MusicBrainz: A Semantic Web Service»,IEEE Intelligent Systems, vol. 17, no. 1, pp. 76-77, Jan / Feb 2002.
- Swartz, A. and Hendler, J. «The Semantic Web: A Network of Content for the Digital City»,Proceedings of the Second Annual Digital Cities Workshop, Kyoto, Japan, October 2001.